# Ібрагімово (Гафурійський район)
Ібрагі́мово (рос. Ибрагимово, башк. Ибраһим) — присілок у складі Гафурійського району Башкортостану, Росія. Входить до складу Зілім-Карановської сільської ради.
Населення — 340 осіб (2010; 372 в 2002).
Національний склад:
- башкири — 99%